# Ṭ
Ṭ (minúscula : ṭ) es una letra del alfabeto latino extendido formada a partir de T con la adición de un punto debajo.

## Uso
Se usa en la ortografía del idioma mizo y se pronuncia casi como una 'tr'. Aunque el idioma mizo tiene una 't' y una 'r' separadas en su alfabeto, no se usan en la combinación 'tr' y en su lugar se usa una Ṭ.
También se utiliza en la transcripción de lenguas afroasiáticas para representar una «t enfática», en la romanización del árabe y del siríaco y en los alfabetos latinos bereberes. En la transcripción del árabe, corresponde a la letra ṭāʾ (ط). También se usa en el idioma bhoshpuri como una sola consonante para representar 'tr'.
Al transliterar lenguas idiomas indoarias, iranias orientales y dravídicas representa una t retrofleja. Anteriormente también se usaba para el mismo sonido en javanés, pero ahora ha sido reemplazado por el dígrafo «th». Se utiliza para escribir las letras ṭ y ṭh del pali, idioma ritual en el budismo theravada. También se utiliza para la literatura del idioma chin. Se sitúa después de T en los alfabetos, ya que se pronuncia de manera diferente a la T normal.

## Codificación
Los puntos de código Unicode son U+1E6C para Ṭ y U+1E6D para ṭ.
| Carácter      | Ṭ                                     | Ṭ                                     | ṭ                                   | ṭ                                   |
| ------------- | ------------------------------------- | ------------------------------------- | ----------------------------------- | ----------------------------------- |
| Unicode       | LATIN CAPITAL LETTER T WITH DOT BELOW | LATIN CAPITAL LETTER T WITH DOT BELOW | LATIN SMALL LETTER T WITH DOT BELOW | LATIN SMALL LETTER T WITH DOT BELOW |
| Codificación  | decimal                               | hex                                   | decimal                             | hex                                 |
| Unicode       | 7788                                  | U+1E6C                                | 7789                                | U+1E6D                              |
| UTF-8         | 225 185 172                           | E1 B9 AC                              | 225 185 173                         | E1 B9 AD                            |
| Ref. numérica | &#7788;                               | &#x1E6C;                              | &#7789;                             | &#x1E6D;                            |